# Paradox (Warez-Gruppe)

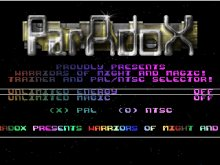
Ein Crack von Paradox

Paradox (Eigenschreibweise: PARADOX, abgekürzt PDX) ist eine Demo- und Warez Release Group. Sie zählt zu den aktivsten organisierten Gruppen, die illegale Cracks zum Umgehen von Kopierschutzmaßnahmen bei Computer- und Videospielen in Umlauf bringt.

## Geschichte
Paradox wurde Ende 1989 von ehemaligen Mitgliedern der dänischen Gruppe Trilogy (Bad Boy, Black Hawk, Tas, Pcsu, QRD) sowie der französischen Gruppe M.A.D (Olivier, Stinger, The Surge, Clash, Tagada) gegründet. In ihrer Anfangszeit war die Gruppe vor allem auf das Cracken von Amiga-Software spezialisiert. Später kamen auch das Sega Mega Drive und das Super Nintendo Entertainment System hinzu. Nachdem die Gruppe sich 1991 auflöste, da viele aktive Mitglieder zu Quartex wechselten, wurde sie von Max MAXiMiLiEN Louarn und den ehemaligen Quartex-Mitgliedern  Black Hawk und Paragon wieder ins Leben gerufen. Paradox veröffentlichte Cracks für Computerprogramme und -spiele auf der PlayStation, PlayStation 2, PlayStation Portable, Dreamcast, Nintendo 64, Nintendo GameCube, Wii, Xbox und Microsoft Windows. Im Mai 2005 gelang es Paradox als erster Warez-Gruppe, den Kopierschutz der UMD-Datenträger für PlayStation-Portable-Spiele auszuhebeln. Im PC-Bereich war eine BIOS-Emulation von Paradox 2007 die erste Möglichkeit, den Aktivierungszwang des Betriebssystems Microsoft Windows Vista zu umgehen, ohne dafür das BIOS selbst verändern zu müssen.
Sowohl die originären Gründer Olivier, Clash und Tagada, als auch der spätere Paradox-Neugründer Maximilien Louarn wurden aufgrund ihrer Tätigkeiten festgenommen. Während Olivier, Clash und Tagada für die Nutzung der Blue Box in Frankreich festgenommen wurden, wurde Louarn erstmals wegen der Raubkopie von Super-Nintendo-Spielen 1993 verhaftet. Ein Jahr später wurde er wegen Telefonkartenbetrug an der MCI Communications, in dem unter anderem auch Kim Schmitz verwickelt war, in den USA festgesetzt und verurteilt. Das Paradox-Mitglied tyson wurde im kanadischen Neufundland und Labrador ein Ziel der Operation Buccaneer, einer internationalen Großrazzia in 27 Städten und fünf Ländern im Dezember 2001.

## Demoparty-Awards
Einige der von Paradox veröffentlichten Demos gewannen erste Plätze bei internationalen Wettbewerben der Demoszene.
- 1. Platz Alcatraz Pentcost 1990
- 1. Platz Saturne 1994 (Amiga 64)
- 1. Platz Euskal 2001 (Wild Compo)[11]